# Winter (delfin)

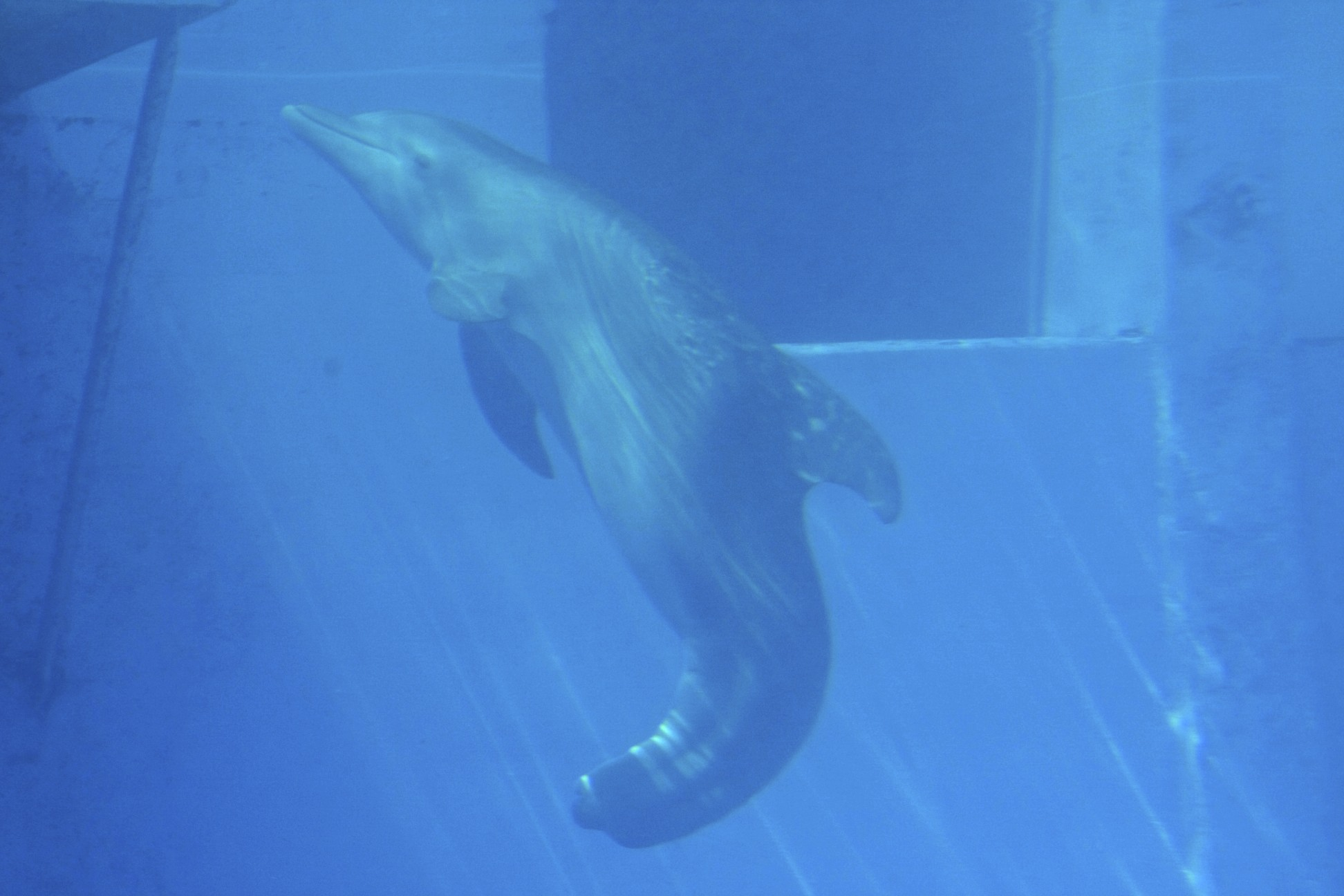
Winter, utan protesfenan

Winter, född i september 2005, död 12 november 2021 var en tursiopsdelfin som levde i Clearwater Marine Aquarium i Clearwater, Florida, känd för att ha en protesfena.
Hon var två månader gammal när hon hittades utanför Floridas kust den 17 december 2005, fångad i en krabbfälla, vilket resulterade i förlusten av fenan. Hennes fena blev amputerad på grund av bristen av blod. I början var det tänkt att Winter skulle behöva lära sig att simma utan fenan, men det tvingade henne att simma med en "sida till sida" kroppsrörelse istället för det normala "upp och ner" rörelsen, och det skulle skada hennes ryggrad. 
En film baserad på Winters historia, med titeln Dolphin Tale, hade premiär den 23 september 2011. Winter spelade sig själv i filmen.